# テレスコーピング・ボルト

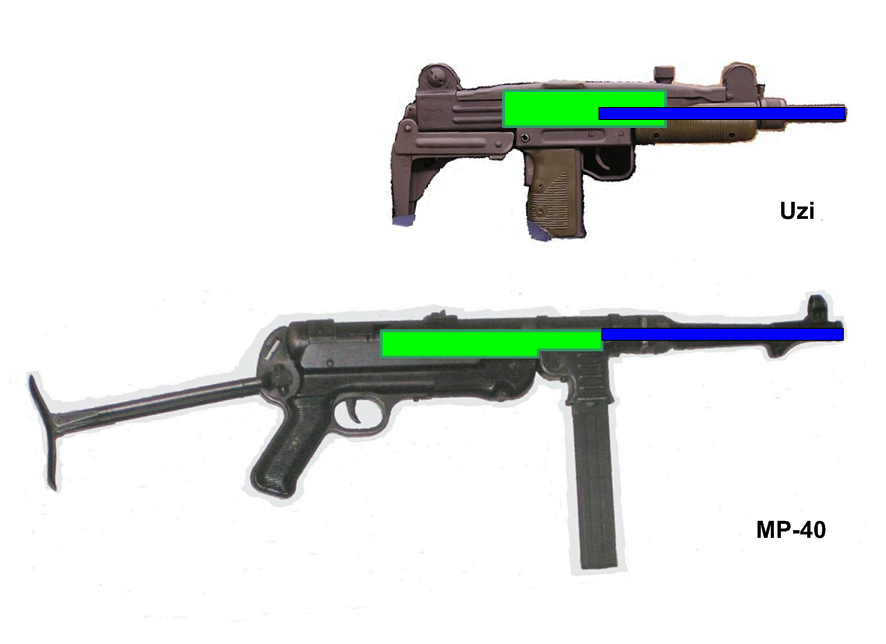
上：UZI、下MP40
UZIの銃身（青）後端はボルト（緑）内部に入り込んでいる。

テレスコーピング・ボルト(英: Telescoping bolt)とはサブマシンガンの機構の1つで、「オーバーライディング・ボルト」や「L字型ボルト」とも呼ばれる。
1948年にチェコスロバキアで開発されたSa.23シリーズで最初に採用された。代表的なテレスコーピング・ボルト機構を採用したサブマシンガンとして、ウージーやイングラムM10が挙げられる。
それまでのサブマシンガンは銃身とボルトが重なることなく前後に並ぶような構造をしていたのに対し、テレスコーピング・ボルトではボルトが銃身後部を包み込むような配置にすることによって、銃身の長さを変えずに銃の全長を短縮する、あるいは全長を変えずに銃身を長く作ることが可能になった。
また、ボルトの内部に銃身の一部が収まったことによって、ボルトの重量が銃の前側に来るため、弾丸を発射した時に銃の跳ね上がりを（ボルトの重量で）相殺するという利点もある。